# 데이터 유효성 검사
데이터 유효성 검사(영어: Data validation) 또는 입력 유효성 검사(영어: input validation)는 컴퓨팅에서 데이터 품질이 정확하고 유용한지 확인하기 위해 데이터가 데이터 정제를 거쳤는지 확인하는 프로세스이다. 이는 시스템에 입력되는 데이터의 정확성, 의미성 및 보안을 확인하는 "검증 규칙", "검증 제약 조건" 또는 "검사 루틴"이라고도 하는 루틴을 사용한다. 규칙은 데이터 사전의 자동화된 기능을 통해 구현되거나 컴퓨터 및 해당 응용 프로그램의 명시적인 응용 프로그램 유효성 검사 논리를 포함하여 구현될 수 있다.
이는 사양이나 속성을 구현하기 위한 알고리즘의 정확성을 입증하거나 반증하려는 형식 검증과는 다르다.

## 같이 보기
- 데이터 처리
- 데이터 검증
- 검사와 타당성 검증